# Strzelanina w Thousand Oaks
Strzelanina w Thousand Oaks miała miejsce 7 listopada 2018 roku w barze Borderline Bar & Grill w mieście Thousand Oaks, położonym w hrabstwie Ventura w stanie Kalifornia. W wyniku strzelaniny zginęło 13 osób, a kilkanaście zostało rannych. Sprawcą był 28-letni Ian David Long, który służył wcześniej jako żołnierz piechoty morskiej. 

## Przebieg
Do masakry doszło późnym wieczorem 7 listopada 2018 w barze z muzyką country Borderline Bar & Grill. Tego dnia przebywało tam kilkaset osób, w tym bawiący się studenci z pobliskiego uniwersytetu. Około godziny 23:20 czasu lokalnego do baru przybył uzbrojony napastnik, który według relacji świadków wrzucił granaty dymne, po czym zaczął strzelać do bawiących się ludzi. Zanim na miejsce zdarzenia przybyła policja, sprawca popełnił samobójstwo. 

## Ofiary
W wyniku masakry zginęło trzynaście osób, w tym napastnik. Wśród ofiar był zastępca szeryfa Ron Helus, który przybył jako pierwszy na miejsce strzelaniny, podczas której został ranny i zmarł później w szpitalu w wyniku odniesionych ran. Inną z ofiar był Telemachus Orfanos, który rok wcześniej przeżył strzelaninę w Las Vegas.

W strzelaninie zginęły trzy kobiety i dziesięciu mężczyzn (wliczając napastnika):

1. Sean Adler (lat 48)
2. Cody Coffman (lat 22)
3. Blake Dingman (lat 21)
4. Jake Dunham (lat 21)
5. Ron Helus (lat 54)
6. Aliana Housley (lat 18)
7. Ian Long (lat 28)
8. Daniel Manrique (lat 33)
9. Justin Meek (lat 23)
10. Mark Meza (lat 20)
11. Kristina Morisette (lat 20)
12. Telemachus Orfanos (lat 27)
13. Noel Sparks (lat 21)